# ベチバズレン
ベチバズレン（Vetivazulene）は、ベチバーオイルから得られるアズレン誘導体である。二環式セスキテルペンであり、グアイアズレンの異性体である。